# Kirsten Vangsness
Kirsten Vangsness (Pasadena, California, 7 de julio de 1972) es una actriz estadounidense. Hizo su debut en teatro, donde ganó algunos premios: 15 Minutes of Female Best Actress Award, Los Angeles Drama Critics Award for Best Emerging Comic Actress y Golden Betty Award.[cita requerida]
Desde 2005 trabaja como actriz en la serie de televisión Mentes criminales, un drama criminalístico de la cadena CBS que le ha otorgado gran popularidad y del que también escribió junto a Erica Messer los guiones de cuatro episodios. Su rol es la técnica en tecnologías del comando central de la UAC (Unidad de Análisis de Conducta) del FBI Penélope García. La actriz actuó con el mismo papel en la serie derivada Mentes criminales: conducta sospechosa.[cita requerida]
Fuera de la televisión, cabe mencionar que encabezó el elenco del montaje de la obra de teatro Fat Pig, de Neil LaBute, en el 2007, en Los Ángeles.[cita requerida]

## Filmografía
| Year | Title                               | Role                     | Notes       |
| ---- | ----------------------------------- | ------------------------ | ----------- |
| 1998 | Sometimes Santa's Gotta Get Whacked | Tooth Fairy              | Filme Corto |
| 2006 | A-List                              | Blue                     |             |
| 2008 | Tranny McGuyver                     | TV News Reporter         | Filme Corto |
| 2009 | Scream of the Bikini                | Decoradora de Interiores |             |
| 2010 | In My Sleep                         | Madge                    |             |
| 2011 | Sarina's Song                       | Party Guest              | Filme corto |
| 2011 | The Chicago 8                       | Sketch Artist            |             |
| 2012 | Remember to Breathe                 | Voz de Alice Joven       | Filme corto |
| 2015 | Kill Me, Deadly                     | Mona Livingston          |             |
| 2016 | Diane & Devine Meet the Apocalypse  | Fawn                     |             |
| 2017 | Axis                                | Heather (voz)            |             |
| 2017 | Dave Made a Maze                    | Jane                     |             |

### Televisión
| Year          | Title                            | Role                     | Notes                                                               |
| ------------- | -------------------------------- | ------------------------ | ------------------------------------------------------------------- |
| 2004          | Phil of the Future               | Veronica                 | Episodio: "Age Before Beauty"                                       |
| 2004          | LAX                              | Ticket Agent / Stephanie | 3 episodios                                                         |
| 2005–presente | Criminal Minds                   | Penelope Garcia          | Recurrente (temporada 1); Principal (temporada 2-18); 352 episodios |
| 2010          | Vampire Mob                      | Laura Anderson           |                                                                     |
| 2010–2012     | Pretty the Series                | Meredith Champagne       | 14 episodios                                                        |
| 2011          | Criminal Minds: Suspect Behavior | Penelope Garcia          | Personaje Principal; 13 episodios                                   |
| 2011          | Second City This Week            | Ella Misma               | 1 episodio                                                          |
| 2011–2013     | Good Job, Thanks!                | Terapeuta                | 2 episodios                                                         |
| 2013          | Shelf Life                       | Freaky Squeaky           | 6 episodios, webseries                                              |
| 2016–2017     | Criminal Minds: Beyond Borders   | Penelope Garcia          | Invitada Especial; 2 episodios                                      |
| 2023          | Amish Stud: The Eli Weaver Story | Barb Raber               | TV Movie                                                            |
| 2024-2025     | Wizards Beyond Waverly Place     | Bigelow McFigglehorn     | Invitada Especial; 4 episodios                                      |